# Cosmos parviflorus
Espèce
Cosmos parviflorus est une espèce de la famille des Asteraceae.
Cosmos parviflorus ou southwestern cosmos, est une espèce de plante de la famille des Asteraceae que l'on trouve en Amérique du Nord. Dans de nombreux endroits, c'est une mauvaise herbe commune dans les champs agricoles, bien qu'elle pousse également dans les prairies herbeuses des zones forestières. L'espèce semble être indigène au Texas, New Mexico, Colorado, Arizona, et Utah. Des collectes ont également été faites dans le Massachusetts, le Maine, le Maryland, le Missouri, le Rhode Island, bien qu'elle semble avoir été introduite dans ces régions,. Il est répandu au Mexique, de Chihuahua à Oaxaca,,,.

## Description
Le Cosmos parviflorus atteint une hauteur de 100 cm. Les feuilles sont profondément divisées en segments linéaires étroits. Les fleurs, munies de ligules sont rouges, roses ou blanches, les couleurs étant parfois mélangées dans la même population. Les akènes sont barbelés, ce qui leur permet de se loger dans les fourrures ou les vêtements. Ils peuvent ainsi être transportés sur de longues distances,,.

## Systématique
Le nom correct complet (avec auteur) de ce taxon est Cosmos parviflorus (Jacq.) Pers..
Cosmos parviflorus a pour synonymes :
- Bidens humboldtii Sch.Bip.
- Coreopsis parviflora Jacq.
- Cosmea parviflora (Jacq.) Willd.
- Cosmos bipinnatus var. parviflorus (Pers.) A.Gray
- Cosmos parviflorus (Jacq.) Kunth, 1818